# Joe & Mac
Joe & Mac (ジョーとマック 戦え原始人 Joe & Mac: Tatakae Genshijin?), även känt som Caveman Ninja, är ett plattformsspel från 1991, utgivet i arkadhallarna av Data East. Spelet släpptes senare till SNES, Sega Mega Drive, NES, Game Boy, Amiga och PC.
Spelet handlar om grottmänniskorna Joe & Mac, som skall rädda de flickor som blivit kidnappade av en rivaliserande klan.

### Fotnoter
1. ↑  " Arkiverad 2 juni 2014 hämtat från the Wayback Machine.." Hardcore Gaming 101. läst 4 augusti 2012.